# Monumento al pescatore
Monumento al pescatore è un monumento di San Benedetto del Tronto, nelle Marche, in Italia. Dedicato alla  gente di mare ed alla storia dei pescatori.

## Il monumento

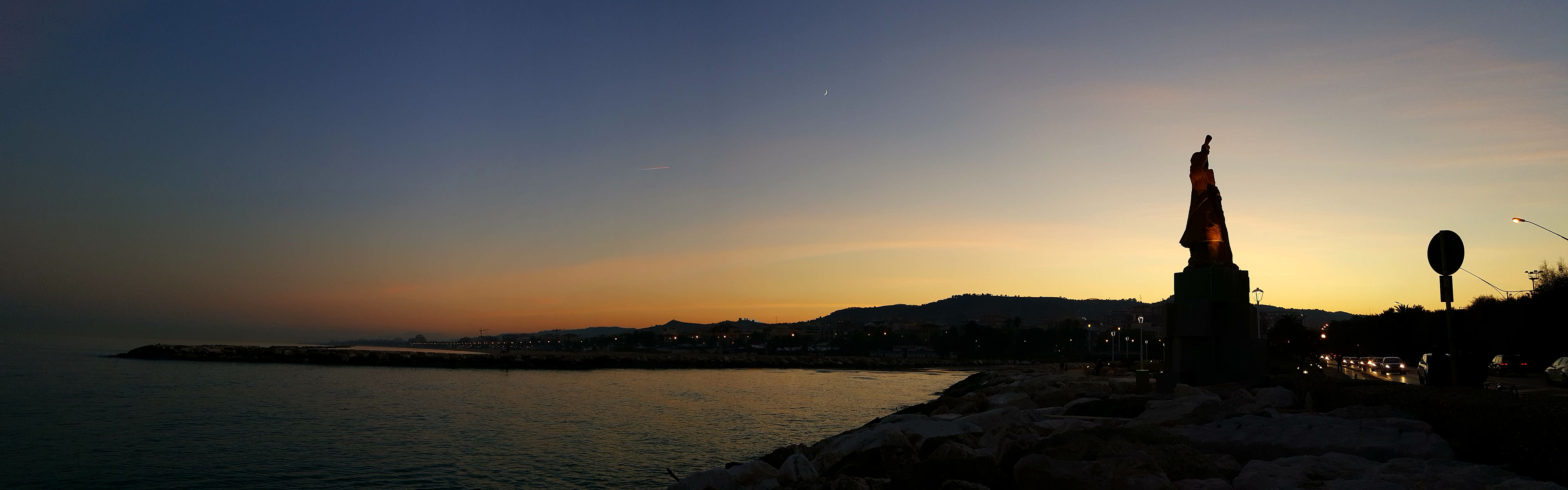
Il Monumento in un tramonto autunnale e la costa sambendettese

Opera di Cleto Capponi, artista ascolano, questa statua è collocata nel punto in cui il Lungomare si innesta con il molo sud del bacino portuale  adiacente al parco Nuttate de lune e riproduce la tenuta dei pescatori durante le tempeste, quando, per richiamare l'attenzione sul pericolo derivante dalla nebbia incombente sul mare, nell’atto di suonare il corno.
Inaugurato nella primavera del 1978, la statua è alta 2 metri e poggia su blocchi di cemento a sbalzo per una altezza totale di circa 6 metri, alla base vi è una lapide commemorativa, dedicata ai marinai e alla marineria di San Benedetto del Tronto, con su scritto "All'ardimento,alla tenacia ed al sacrificio dei pescatori di ogni epoca". Si affaccia sul mare ed è un punto di riferimento per abitanti e turisti.
(Prof. Cleto Capponi)
In varie occasioni il monumento viene colorato per campagne di sensibilizzazione tramite l'illuminazione della quale è in dote.